# İslâm Ansiklopedisi
Die İslâm Ansiklopedisi (İA) ist ein Nachschlagewerk der Islamwissenschaft in türkischer Sprache, das von 1940 bis 1987 von der Universität Istanbul herausgegeben wurde.

## Entstehungsgeschichte
Die İA war anfangs als Übersetzung der ersten fünfbändigen Encyclopaedia of Islam (EI1, 1913–1938) in die türkische Sprache gedacht, da die EI1 nur in den Sprachen Englisch, Französisch und Deutsch erschienen war. Doch wurden im Laufe der Erstellung der İA die EI1-Artikel überarbeitet, ausführlich ergänzt oder korrigiert, so dass die İslâm Ansiklopedisi ein 15-bändiges Werk wurde. Einige Artikel aus der İA wurden wiederum selbst in die Encyclopaedia of Islam. New Edition (EI2, 1960–2007) übernommen und auf viele Artikel der İA wird in den Bibliographien der EI2-Artikel verwiesen. Zwischen 1988 und 2013 wurde eine neue İslâm Ansiklopedisi herausgegeben, die 44 Bände umfassende Türkiye Diyanet Vakfı İslâm Ansiklopedisi (TDVİA oder DİA), die eine vollständig originäre Arbeit ist.

## De-facto-Standard für Türkisch-Transliterationen
Die Umschrift der İslâm Ansiklopedisi hat sich in der Orientalistik als De-facto-Standard für die Transliteration osmanisch-türkischer Texte durchgesetzt. Für die Transkription (aussprachebasierte Umschrift) gelten New Redhouse, Karl Steuerwald und Ferit Devellioğlu als Standard. Eine weitere Transliteration für türkische Texte ist die der Deutschen Morgenländischen Gesellschaft (DMG) von 1935. Die İA-Transliteration unterscheidet sich nur in wenigen Punkten von ihr.
| Osm. | ا     | ب | پ | ت | ث   | ج | چ | ح  | خ | د | ذ | ر | ز | ژ | س | ش | ص   | ض | ط      | ظ | ع | غ     | ف | ق | ك             | گ | ڭ | ل | م | ن | و | ه | ى     |
| Lat. | a     | b | p | t | s   | c | ç | h  | h | d | z | r | z | j | s | ş | s   | z | t      | z |   | g / ğ | f | k | k / g / n / ğ | g | n | l | m | n | v | h | y     |
| İA   | ʾ / ā | b | p | t | s̱   | c | ç | ḥ9 | ḫ | d | ẕ | r | z | j | s | ş | ṣ   | ż | ṭ      | ẓ | ʿ | ġ     | f | ḳ | k / g / ñ / ğ | g | ñ | l | m | n | v | h | y     |
| DMG  | ʾ / ā | b | p | t | -/s̱ | ǧ | č |    | ḫ | d |   | r | z | ž | s | š | s/ṣ |   | t, d/ṭ |   |   | ġ     | f | q | k, g          |   |   | l | m | n | v | h | y/ī/e |

Die Umschrifttabelle in Band 1, Seite XXII der İslâm Ansiklopedisi von 1940 ist nach dem türkischen Lateinalphabet sortiert angegeben.

## Die Einzelbände
- Band 1: Ab – Atatürk
- Band 2: ʿAtbara – Büzürgümmîd
- Band 3: Cabala – Dvin
- Band 4: Eb – Gwalior
- Band 5 (I): Hâ – Hüzeyl
- Band 5 (II): Inal – İzzüddevle
- Band 6: Kâʾân – Kvatta
- Band 7: Labbay – Mesânî
- Band 8: Mescid – Mzâb
- Band 9: Nabaʾ – Rüzzîk
- Band 10: Sâ – Sufrûy
- Band 11: Sugd – Tarika
- Band 12 (I): Tarîkat – Tuğrâ
- Band 12 (II): Tuğ – Türsiz
- Band 13: Ubayd Allâh – Züsserâ